# John M. Merriman
Pour les articles homonymes, voir Merriman.
John Mustard Merriman né le 15 juin 1946 à Battle Creek dans le Michigan et mort le 22 mai 2022 à New Haven au Connecticut, est un Charles Seymour Professor à l'université Yale où il enseigne l'histoire.
Il est l'auteur de nombreux livres, dont le plus connu est A History of Modern Europe since the Renaissance (parutions en 1996 et 2002), utilisé dans le premier cycle du cours d'histoire dans de nombreuses universités américaines.

## Biographie
John M. Merriman est né et a grandi à Portland dans l'Oregon. Il vit avec sa mère, qui est portraitiste. Il suit les cours d'une école jésuite, bien qu'il ne se considère pas comme religieux. Son groupe de musique préféré est les Rolling Stones, « [je n'ai] jamais rien écrit sans un morceau en fond ». John M. Merriman a formé ses opinions politiques au cours des années de la guerre du Vietnam. Il s'est toujours décrit lui-même comme une personne « très vivement anti-establishment ». Ses livres incluent The Dynamite Club: How a Bombing in the Fin-De-Siecle Paris Ignited The Age of Modern Terror (2009) sur l'anarchiste français Émile Henry (1872-1894), et Massacre: The Life and Death of the Paris Commune (2014) qui traite de la Commune de Paris de 1871, en particulier de la Semaine sanglante.
Il a reçu son doctorat à l'université du Michigan. John M. Merriman enseigne le français et l'histoire moderne de l'Europe et il a commencé à enseigner à l'université Yale dans le milieu des années 1970. Il a été le septième master de Branford Collège (1983-1991). Il vivait une partie de l'année avec sa famille en France, en Ardèche à Balazuc, village auquel il a même consacré un livre savant.

## Distinctions
- Yale University, prix Harwood F. Byrnes/Richard B. Sewall Teaching (2000)
- Docteur honoris causa de l'université de Limoges[7] (11 janvier 2002)
- Medal of Meritorious Service to Polish Education (Medal Kimisji Edukacji Narodowej) délivrée par le ministre de l’Éducation polonais (2009)

## Travaux
- The Agony of the Republic: The Repression of the Left in Revolutionary France, 1848-1851 (1978)
- The Red City: Limoges and the French Nineteenth Century (1985)
- The Margins of City Life: Explorations on the French Urban Frontier (1991)
- A History of Modern Europe since the Renaissance, 2 vols. (1996 and second edition 2002)
- The Stones of Balazuc: A French Village in Time (2002), disponible en France sous le titre Mémoires de pierres: Balazuc, village ardéchois (Paris, 2005).
- Police Stories: Making the French State, 1815-1851 (Oxford UP, 2006)
- The Dynamite Club: How a Bombing in the Fin-De-Siecle Paris Ignited The Age of Modern Terror (2009)
- Massacre: The Life and Death of the Paris Commune (2014)
- 1830 in France (1975)
- Consciousness and Class Experience in Nineteenth-Century Europe (1979)
- French Cities in the Nineteenth Century (1981)
- For Want of a Horse: Chance and Humor in History (1985)
- Edo and Paris: Urban Life and the State in Early Modern Europe (with James McClain and Ugawa Kaoru, 1994)
- The Story of Mankind (avec Hendrik Willem van Loon, première publication en 1921, modifiée par Merriman en 1999)
- The Encyclopedia of Europe, 1789-1914 and The Encyclopedia of Europe, 1914-2006, (chacun comporte 5 volumes, Charles Scribner's Sons, 2006, co-édité avec Jay Winter)

- [vidéo] HIST 276: France Since 1871 (Fall 2007), par John Merriman dans le cadre de Open Yale Courses.
- [vidéo] HIST 202: European Civilization, 1648-1945 (Fall, 2008), par John Merriman dans le cadre de Open Yale Courses.